# Systellonotus triguttatus
Systellonotus triguttatus – gatunek pluskwiaka z podrzędu różnoskrzydłych i rodziny tasznikowatych (Miridae). Jedyny polski przedstawiciel rodzaju Systellonotus.

## Budowa ciała
Owad ma ciało długości od 3,3 do 4,7 mm. Ciało pokryte jest srebrnymi włoskami. Posiada brązową głowę oraz brązowe i błyszczące tarczkę i przedplecze. Podobnej barwy są odnóża.

## Tryb życia
Pluskwiak ten jest ciepłolubny i występuje głównie na głównie na murawach kserotermicznych, często w towarzystwie mrówek. Imagines występują od czerwca do sierpnia. Zimują jaja.

## Występowanie
Owad ten występuje prawie w całej Europie, a także w Armenii i wschodniej Rosji. W Polsce wykazywany z wielu miejsc.